# (9544) Scottbirney
(9544) Scottbirney es un asteroide perteneciente al cinturón de asteroides descubierto el 1 de marzo de 1984 por Edward Bowell desde la Estación Anderson Mesa (condado de Coconino, cerca de Flagstaff, Arizona, Estados Unidos).

## Designación y nombre
Designado provisionalmente como 1984 EL. Fue nombrado por D. Scott Birney (1926-2021) quien fue profesor de astronomía en el Wellesley College, Massachusetts, de 1968 a 1991, y se desempeñó como director del departamento. Fue autor de dos libros de texto: Modern Astronomy (1969) y Observational Astronomy (1991).

## Características orbitales
Scottbirney está situado a una distancia media del Sol de 3,182 ua, pudiendo alejarse hasta 3,513 ua y acercarse hasta 2,851 ua. Su excentricidad es 0,104 y la inclinación orbital 5,875 grados. Emplea 2072,77 días en completar una órbita alrededor del Sol.
Los próximos acercamientos a la órbita de Júpiter ocurrirán el 8 de agosto de 2107, el 14 de junio de 2118 y el 1 de mayo de 2129.
Pertenece a la familia de asteroides de (10) Hygiea.

## Características físicas
La magnitud absoluta de Scottbirney es 12,72. Tiene 15,140 km de diámetro y su albedo se estima en 0,070.